# Linka 19 (metro v Paříži)
Linka 19 je zamýšlená linka pařížského metra ve zdejší aglomeraci. Automatická okružní trasa by mohla do roku 2040 spojit města Nanterre (Hauts-de-Seine) a Gonesse (Val-d'Oise). Její realizaci oznámila v listopadu 2023 Valérie Pécresse, prezidentka regionu Île-de-France. Cílem linky je zlepšit dopravní obslužnost departementu Val d'Oise, který je z velké části vynechán z projektu Grand Paris Express.

## Vývoj
Během plánování Grand Paris Express zazněla kritika na velmi špatnou dopravní obslužnost departementu Val-d'Oise čtyřmi novými linkami metra. V úvahu připadala pouze stanice Gonesse na lince 17.
Dne 3. dubna 2023, když začala výstavba nových linek Grand Paris Express, Valérie Pécresse během prezentace renovovaných vlaků linky 6 oznámila, že budoucí linka 19 bude zařazena do urbanistického plánu regionu Île-de-France. Upřesnila, že o tuto novou linku formálně požádala rada departementu Val-d'Oise.
Někteří obyvatelé Val-d'Oise vyjádřili znepokojení nad tímto projektem, protože z jejich pohledu hrozí, že financování této výstavby ohrozí prodloužení tramvajové linky 11. Odhadované náklady v listopadu 2023 činily 6,5 miliardy eur.
Region Île-de-France a departement Val-d'Oise společně oznámily 22. listopadu 2023 financování studií proveditelnosti ve výši 6,5 milionu eur.
Uvažuje se o státní finanční podpoře. Podle zástupců místních úřadů není stát proti účasti na výstavbě této trati. Linka však nemá být integrována do projektu Grand Paris Express, což by vyžadovalo přijetí zákona.

### Výstavba
Výstavba trati by měla proběhnout během 30. let 21. století, do roku 2040 by měla být uvedena do provozu.

## Trasy a stanice
Původně plánovaná trasa spojuje města Nanterre na jihozápadě se Saint-Denis na severovýchodě a obsluhuje Argenteuil. Další fáze počítá v dlouhodobém horizontu s vytvořením druhé větve směřující z Argenteuil do Cergy.
Při prezentaci projektu 22. listopadu 2023 však Valérie Pécresse a Marie-Christine Cavecchi představily jinou trasu, jejíž východní část již nekončí na Saint-Denis Pleyel, ale na Gonesse nebo dokonce na letišti Charlese de Gaulla.
Tehdy plánovaná trať by měla být 25 až 30 kilometrů dlouhá s 9 až 11 stanicemi v závislosti na zvolené trase, převážně v podzemí a soupravy metra by byly automatické, stejného typu jako na lince 17. Severně od Gonesse by linka mohla sdílet trať linky 17, což by umožnilo přímé spojení z Nanterre do Roissy CDG. Odbočka z Argenteuil do Cergy by se mohla stát metrobusem.